# Joan Parera Sansó
Joan Parera Sansó (Manacor, 5 de maig del 1865 - Sa Pobla, 20 de gener del 1927) va ser un prevere i historiador mallorquí, fill de Joan Parera i de Francesca Sansó.
Va ser vicari de sa Pobla entre 1890 i 1927, on va ser el promotor i principal redactor de la revista Sa Marjal (1909-1927), custodi de l'oratori de Crestatx que amplià i reformà, impulsor de la Caixa Rural de sa Pobla, del mont de pietat Un Sol Cor i de la congregació mariana.
Parera, d'ideologia conservadora i tradicionalista transmet una gran quantitat d'informació relativa a la vida quotidiana i els valors morals de sa Pobla de principis del segle XX que fan del seu estiu sa Marjal un document de primera magnitud per al coneixement de la vida social de la ruralia mallorquina.
Entre altres qüestions notables, a sa Marjal es publicà el primer inventari de monuments talaiòtics de l'illa de Mallorca. Col·laborà a distints periòdics i al Butlletí de la Societat Arqueològica Lul·liana.

## Obres
- Notícies històriques sobre l'antic Santuari de Crestaig (1911)
- Poblers Ilustres
- Peregrinación a Tierra Santa y Roma